# I Can Make You Love Me
I Can Make You Love Me, também conhecido como Stalking Laura, é um filme de suspense psicológico estadunidense de 1993 feito para a televisão, estrelado por Richard Thomas e Brooke Shields . O filme é baseado na história real do atirador em massa Richard Farley, um ex-funcionário da ESL Incorporated cuja obsessão e perseguição à colega de trabalho Laura Black culminaram na morte de vários colegas de trabalho na sede empresa, resultando em algumas das primeiras leis contra a prática de stalking serem promulgadas nos Estados Unidos.

## Elenco
- Richard Thomas como Richard Farley
- Brooke Shields como Laura Black
- Viveka Davis como Mary Ann, colega de quarto de Laura.
- William Allen Young como Chris, gerente da seção de Laura na KEI
- Richard Yniguez como tenente Grijalva, negociador de reféns.
- Scott Bryce como Sam Waters, namorado de Laura.
- T. Max Graham como Capitão Olson, capitão da polícia.
- Tim Snay como tenente Bannister, oficial da SWAT.
- Kevin Brief como tenente Mark Shegan, policial.
- Linda Emond como Penny, pessoa de RH.
- Dick Mueller como Tom Black.
- Merle Moores como Donna Black.
- Caroline Vinciguerra como Sarah Black.
- Donna Thomason como Glenda Moritz, colega de trabalho de Laura.
- Hollis McCarthy como Phyllis, colega de trabalho de Laura.
- Barbara Houston como Nancy Hammond, colega de trabalho e proprietária de Richard.

## Recepção
John Marriott, da Radio Times, criticou positivamente as atuações de Shields e Thomas, mas criticou a falta de profundidade dos personagens do filme.